# قلعه آکچی (ناحیه کانی، ولایت مینو)

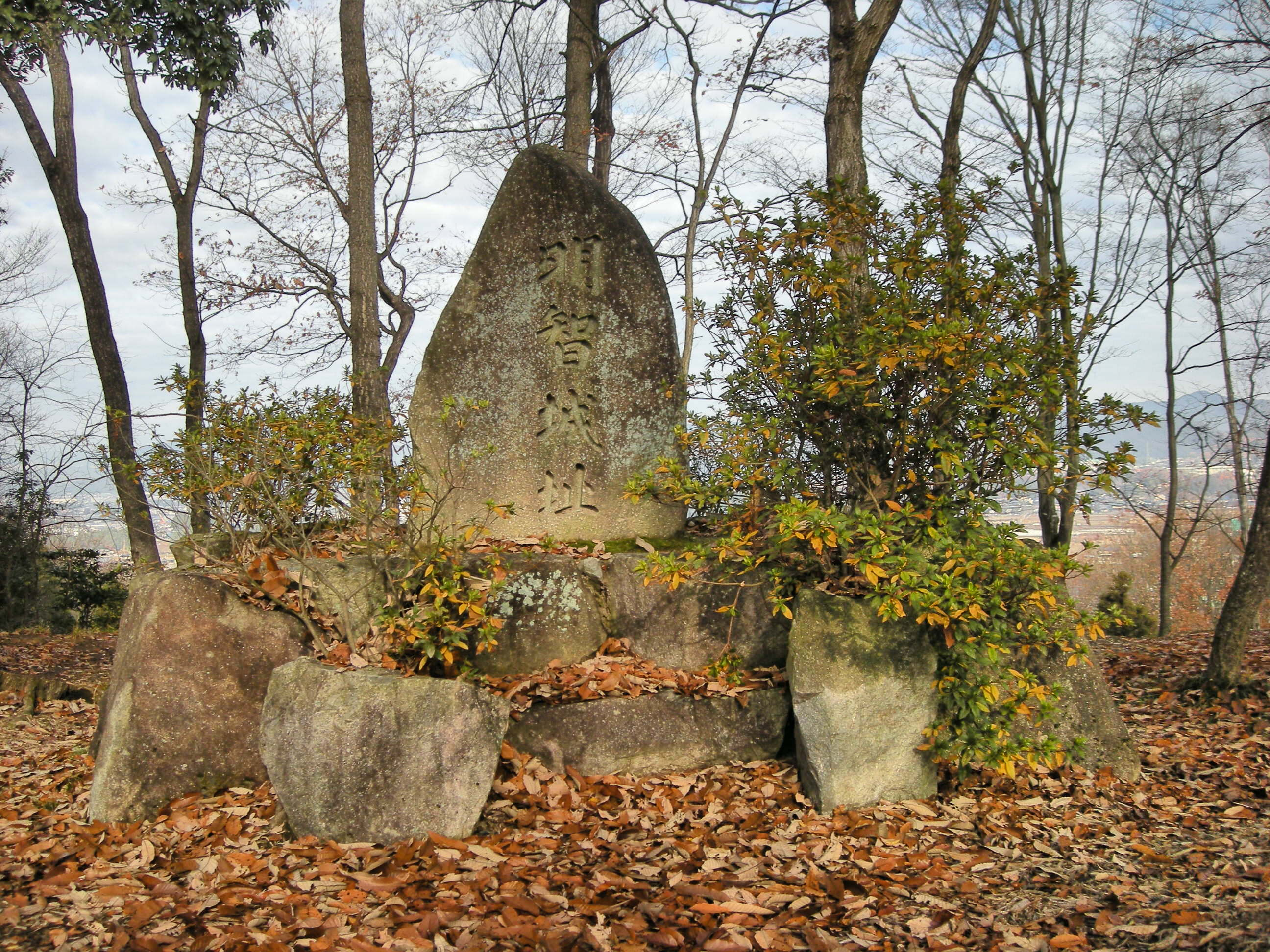
مکان قلعه

قلعه آکچی (به ژاپنی: 明智城) نام یک قلعه ژاپنی در دوره سنگوکو در ولایت مینو بود. محل امروزی این قلعه در کانی، گیفو، استان گیفو قرار دارد. این قلعه توسط توکی یوشیکانه (بعدها تغییر نام به آکچی) در سال ۱۳۴۲ ساخته شد و به مدت ۲۰۰ سال مسکن خاندان آکچی بوده‌است. آکچی میتسوهیده در این قلعه به دنیا آمده‌است.
این قلعه در سال ۱۵۵۶ میلادی متروک شد.